# Earl’s Palace (Kirkwall)

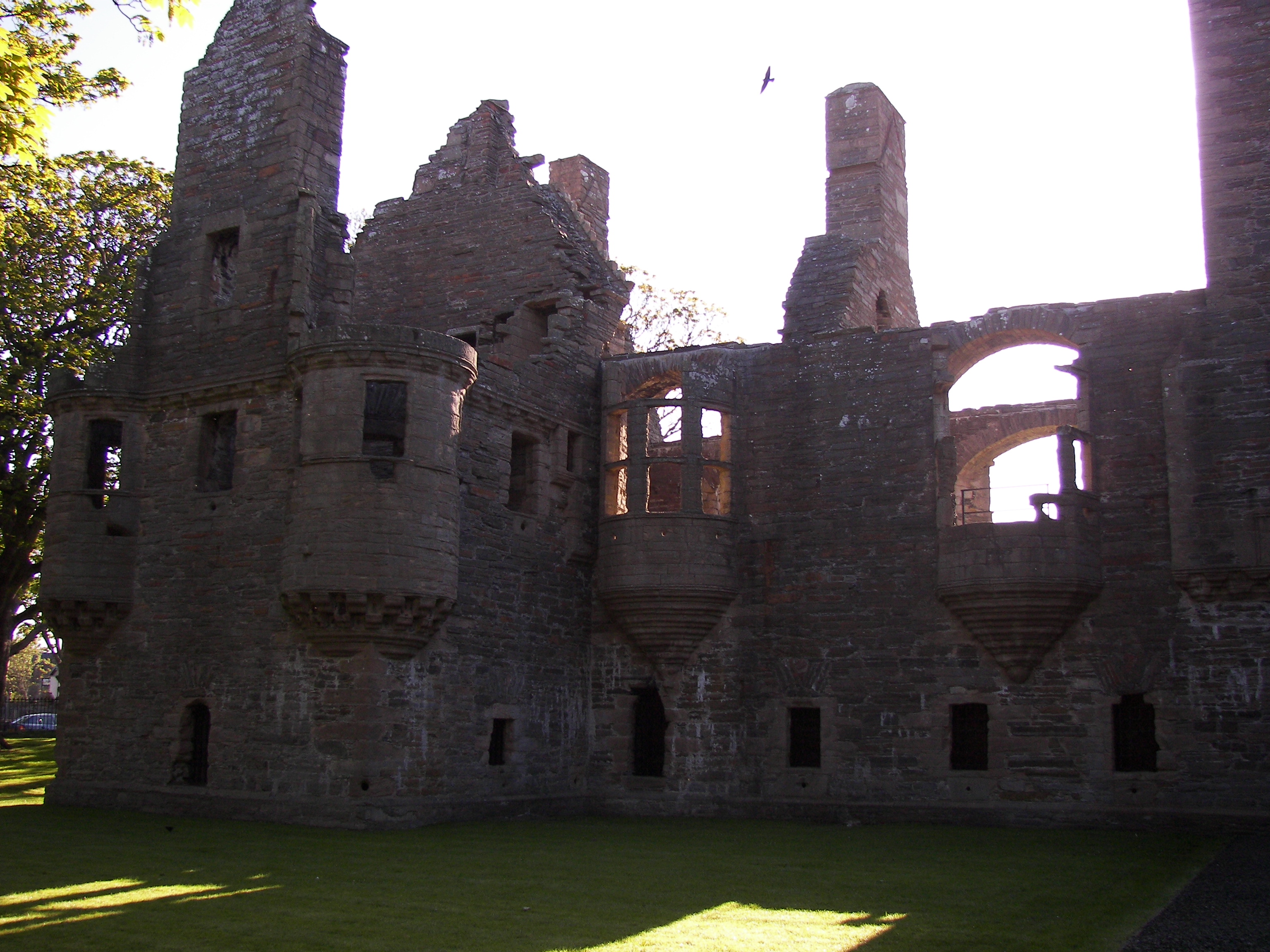
Earl’s Palace

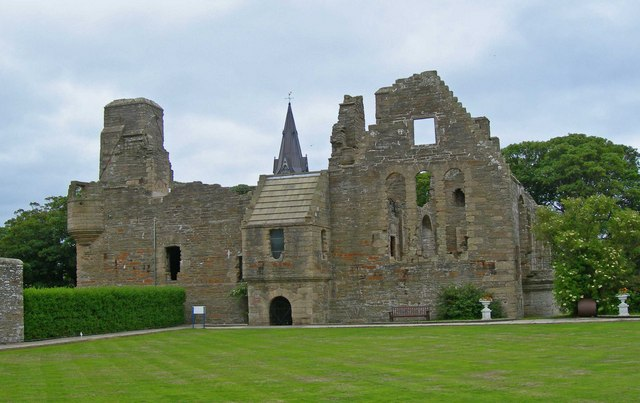
Seitenansicht

Earl’s Palace ist eine Burgruine in der schottischen Stadt Kirkwall auf der Orkneyinsel Mainland. Die Anlage ist als Scheduled Monument klassifiziert.

## Geschichte
Robert Stewart, 1. Earl of Orkney, illegitimer Sohn des schottischen Königs Jakob V., erhielt Ende des 16. Jahrhunderts die Herrschaft über die Orkneyinseln. Mit dem Earl’s Palace in Birsay ließ er sich seinen Stammsitz errichten. Nach seinem Tode folgte sein Sohn Patrick Stewart, 2. Earl of Orkney nach, dem auch der Bishop’s Palace in Kirkwall zugesprochen wurde, den er jedoch als unzureichend erachtete. Aus diesem Grunde ließ Stewart zwischen 1601 und 1607 einen zweiten Earls’s Palace neben dem Bishop’s Palace errichten. Patrick Stewart gilt als tyrannischer, im Volk äußerst unbeliebter Herrscher. 1615 wurde er des Hochverrats angeklagt und in Edinburgh geköpft. Die Orkneyinseln fielen anschließend der schottischen Krone zu, wodurch Earls’s Palace nutzlos wurde. Nach 1615 wurde das Bauwerk allenfalls noch gelegentlich genutzt und verfiel zusehends. Die ursprüngliche Planung sah noch weitere Bauten vor, welche jedoch nie realisiert wurden, sodass die Burg unvollendet blieb.  Im 18. Jahrhundert ging es in den Besitz der schottischen Krone über, welche es allerdings nicht mehr instand halten konnte. 1745 wurden das Dach und andere Teile verkauft. So verfiel der Earl’s Place in Kirkwall zusehends und wurde zu der Ruine, die wir heute sehen. Heute gilt Earl’s Palace als eines der bedeutendsten Renaissancebauwerke Schottlands und als Musterbeispiel für die schottische Architektur des 17. Jahrhunderts.
Im Rahmen archäologischer Untersuchungen in der Umgebung von Earls’s Palace wurde unterhalb der Schicht aus dem 17. Jahrhundert eine weitere entdeckt, welche eine mittelalterliche Nutzung des Geländes belegt. Des Weiteren wurden Überreste einer Gartenanlage aus dem frühen 19. Jahrhundert gefunden, die wahrscheinlich in Verbindung mit dem Bishop’s Palace stehen.

## Beschreibung
Das fast fensterlose, mehrgeschossige Gebäude befindet sich direkt gegenüber der Kathedrale in Kirkwall. Es wurde im Renaissance-Stil gebaut, wobei es L-förmig angelegt worden ist. Im Inneren befand sich eine 16 Meter lange Halle, welche mit zwei großen Kaminen ausgestattet war. Heute ist das Gebäude allerdings nur noch als Ruine erhalten.